# Lac Hitchcock

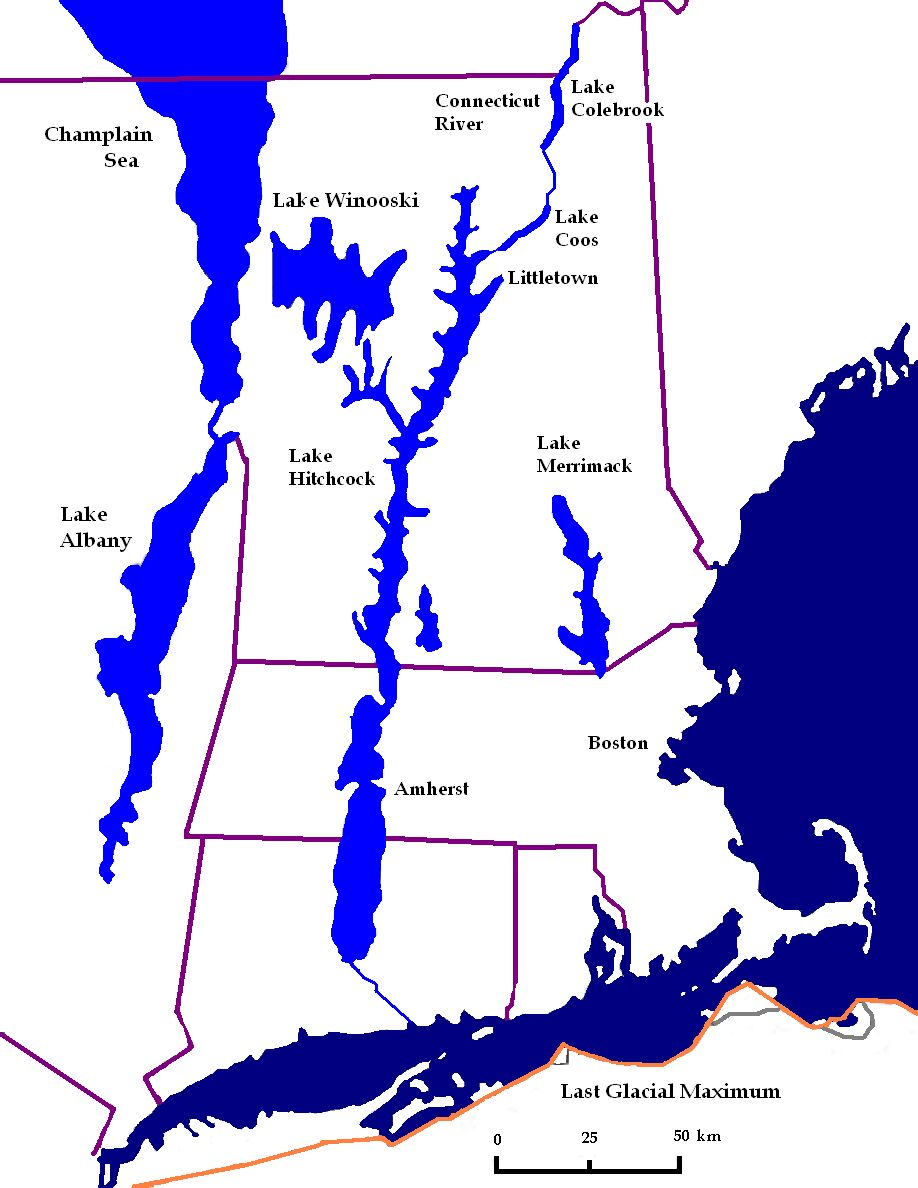
Les lacs d'Albany, Champlain, Hitchcock, Winsooski, & Merrimack.

Le lac Hitchcock est un lac proglaciaire disparu qui s'est formé il y a environ 15 000 ans durant le Pléistocène. Son nom lui a été donné en l'honneur du géologue Edward Hitchcock de l'Amherst College qui l'étudia.
Lors du retrait vers le nord de la calotte glaciaire des Laurentides, la glace commença à fondre en déposant des moraines et des sédiments qui obstruèrent le cours du fleuve Connecticut ce qui créa un grand lac peu profond. Le lac resta en place durant près de 3 000 ans avant que l'érosion ne le fit disparaître. À son summum, le lac s'étendait entre les localités de Rocky Hill (Connecticut) et de Saint-Johnsbury (Vermont) sur environ 320 km. Alors que le fleuve Connecticut actuel s'écoule de Rocky Hill jusque New Haven, les eaux s'écoulaient à l'époque plus vers le sud-est au niveau de Old Saybrook.  
Le lac eut une grande influence sur la géologie du Connecticut. En effet, ce dernier déposa de nombreux sédiments sous forme de couches telles que les varves. Les sédiments déposés en été étaient composées de sables et de limons tandis qu'en hiver (lorsque le lac était gelé) il s'agissait plutôt d'argiles. Les colons européens utilisèrent par la suite ces couches de sédiments pour en faire des briques rouges.